# Étienne Martin de Pinchesne
Étienne Martin, sieur de Pinchesne, né en 1616 et mort en 1680, est un homme de lettres français.

## Biographie
Neveu de Vincent Voiture, dont, aux dires de ses contemporains, il « n’hérita ni de l’esprit ni de la réputation », Pinchesne était contrôleur de la maison du Roi.
Ayant néanmoins pour la poésie un goût vif et touchant, il débuta dans les lettres en enrichissant la Guirlande de Julie de deux madrigaux. Les longues épopées qu’il entreprit ensuite, et dont il payait de ses propres deniers l’impression en demandant le meilleur papier, employant des artistes de premier ordre tels que Mignard et Chauveau pour en dessiner et graver les frontispices lui procurèrent peu de gloire. Leur peu de succès le découragea de mettre au jour ses deux œuvres maîtresses, l’Heureuse alliance et la Rochelle ou l’Hérésie détruite.
Ce sont celles des œuvres que Pinchesne laissa inédites, comme la Chronique des chapons et des gelinottes du Mans qui, selon le bibliographe Frédéric Lachèvre, valent mieux que la réputation de leur auteur. Cette chronique fut composée alors que Pinchesne venait de publier pieusement les œuvres de son oncle. Il s’ensuivit une polémique à laquelle Balzac fut mêlé. Girac attaqua la mémoire de Voiture. Pierre Costar la défendit et Pinchesne lui voua une estime infinie. Les deux hommes se lièrent. Du Mans, où il vivait des revenus d’un bénéfice, Costar envoya au sieur de Pinchesne des chapons et des gélinottes pour lesquels Pinchesne, qui les mangeait en la docte compagnie de personnes comme La Mesnardière, Charpentier, l’abbé Tallemant, Colletet et sa femme Claudine. Pour remercier Costar, il lui envoyait, en paiement, des lettres en prose entremêlées de poèmes variés : épîtres, rondeaux, madrigaux, sonnets, etc.).
Composées le plus souvent par Pinchesne lui-même : parfois par quelqu’un de ses commensaux, ces lettres étaient des récits de soupers, des santés portées à Costar, des éloges de ses poulardes, avec des madrigaux à l’adresse de la « divine » Claudine Colletet. Frédéric Lachèvre a publié en 1907 ce badinage, qui dura de 1655 à 1658 et produisit une trentaine de lettres en les augmentant par des notices sur tous les personnages cités.